# Улица 40 лет Победы (Тольятти)

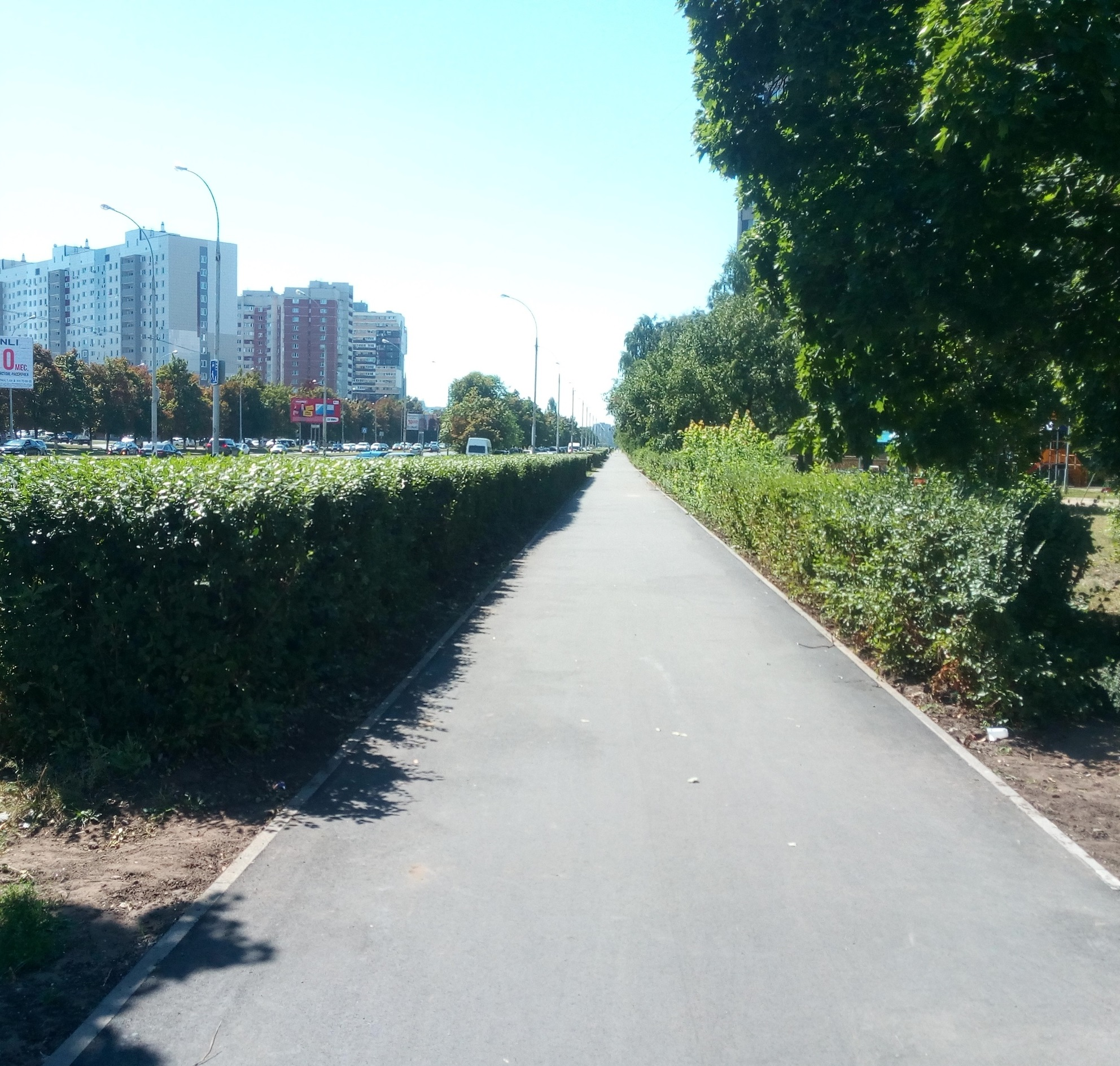
тротуар улицы 40 лет Победы в 14 квартале

Улица 40 лет Победы — улица в Автозаводском районе города Тольятти, (ранее «Лесной бульвар») переименованная в честь юбилея «Сорок лет Победы в Великой Отечественной войне». Протяжённость улицы 5,3 километра.

## Описание
В 1985 году Лесной бульвар в честь юбилея окончания Великой Отечественной войны, был переименован в Улицу 40 лет Победы. Улица начинается и заканчивается от кольцевой развязки улиц Маршала Жукова/Ленинского проспекта до Южного шоссе, пересекая улицы Тополиная, Дзержинского, Автостроителей, Льва Яшина, 70 лет Октября, Свердлова общей протяженностью 5,3 километра.
В СССР лесное законодательство, в целях защиты лесов, запрещало строительство жилых многоквартирных типовых домов вблизи леса, в связи с чем С.И.Туркиным по нечетной стороне вблизи леса напротив 14 квартала строились планы строительства ипподрома.  
Сейчас нечетная сторона вблизи леса застроена новостройками 14-А, 14-Б и 17-А кварталами, на которых расположены ЖК «Лесной» (застройщик АО ФСК «Лада Дом»), ЖК «Белый город» (застройщик ООО «Стронж»), территории которых в советское время использовались под зерновые культуры и далее огороды и впоследствии автомобильные стоянки, среди которых были площадки товарных автомобилей фирм «Магус» по адресу ул. 40 лет Победы, 17 и «Мост евро» по адресу ул. 40 лет Победы, 33 (ныне адреса не существуют). На территории 14-Б квартала на участке 1,7 гектара расположен долгострой станции переливания крови, который в 2013 году мэром С. И. Андреевым продан частной компании ООО «ЛСК-Монолит».
17-А квартал расположен на территории бывшей военной части, на которой расположен ЖК «Лесная слобода» (застройщик ООО «Городской строитель») и ЖК «Дубрава» (застройщик «Браво»). Дом № 65 напротив 13 квартала возведён ЖСК «Ветеран плюс», на территории разобранного долгостроя-корпуса Медгородка.
Улица проходит вдоль 13, 14, 17 и 21 кварталов, вдоль четной стороны панельных домов серии 90, II-60, II-68. Жилые кирпичные дома вдоль улицы 17 квартала были построены строительной компанией «Эмпирей», первые этажи которых спроектированы под нежилые помещения. Напротив панельного дома № 68 серии II-60 в 14 квартале улица служит стоянкой муниципального городского транспорта, на 1-этаже дома которого располагалась диспетчерская.
В 2013 году школа № 78 по адресу улица 40 лет Победы 86 как самостоятельная единица ликвидирована, став вторым корпусом школы № 70. 
В 90-х годах вдоль улицы напротив 14 квартала на световых опорах к Дню Победы, были установлены световые красные гвоздики, которые в настоящее время не используются и служат украшением улицы. На месте храма Георгия Победоносца находился деревянный детский городок.  
В 2014 году на улице напротив 14 квартала, был снят эпизод за рулем героя кинофильма «Только не они». 
Ремонт дороги улицы осуществлялось в 2015 году местным дорожным предприятием ООО «АВТ Дорстрой», которое после выполнения работ, в результате кредитных обязательств в 2017 году прекратило свое  существование.
В 90-х годах по улице курсировали муниципальные автобусы № 26 и № 31 которые были сняты. В 2017 году коммерческий маршрут № 140 был заменен на маршрут № 190.
По улице курсируют коммерческие маршруты № 126, № 127, № 136, № 190, № 303, № 326, муниципальный городской автобус № 22*, №35, №36, №37, №38, №71, №72, № 73, №76, №77 и №252 (дачный), троллейбусы №13 и 14.
Вдоль улицы расположены остановки общественного транспорта, слева на право ↔ бульвар Здоровья, детская больница, медгородок, медучилище, школа-70, 14-й квартал, ЖК Лесной, школа-86, ЖК Лесная слобода, школа-93, дендропак.
В доме № 60 улицы 40 лет Победы, 14 квартала, провёл своё детство основатель «PlayDisplay», российский дизайнер и телеведущий Андрей Судариков. В доме № 70 провёл своё детство и юность российский юрист и автор проекта «Почта Банк» Дмитрий Третьяков.
В подвале дома № 64 улицы 40 лет Победы, 14 квартала, серии II-68, в начале 90-х располагался видеосалон, и далее компьютерный клуб. В настоящее время передано для хозяйственных нужд УК 1 ЖКХ.

## Здания и сооружения
| - № 4, № 22 гаражно-строительный кооператив ГСК - № 10 школа 93 - № 14 торговый дом «Мебельный дом» - № 26 торгово-офисный центр «Велит» - № 32 детский сад 210 «Ладушки» - № 38 торговый дом «Малахит» - № 44, № 42 школа 86 - № 50-Б деловой офисный центр «Чайка» - № 50 торгово-офисный центр «Радуга» - № 74, № 86 школа 70 - № 82-А Храм Георгия Победоносца - Центр «Кристал» — находится в границах улицы 14 квартала № 63 ул. Автостроителей - № 94 ФГКУ 31 отряд государственной противопожарной службы МЧС России по г. Тольятти - № 94-В строительная компания ООО СК «Единение» - № 96 торговый дом «Фрегат» - № 106 школа 81 - № 120 школа 69 | - Городская клиническая больница № 5 (Медицинский городок) - № 65 ТСЖ «Подсолнухи» (тер.быв. корпуса Медгородка) - № 41 административное здание - № 35 ресторанный комплекс «Телега» - № 59 кафе под открытым небом «Владлена» (быв. "Мари-Л") - № 69 Макдоналдс - № 33 торговый центр ТЦ «Ёлка» - № 61 серия, жилой комплекс «Белый город» (СК "Стронж") - жилой комплекс «Лесной» (ФСК "ЛАДА ДОМ") - № 5 жилой комплекс «Дубрава» - № 17, 15 серия, жилой комплекс «Лесная слобода» - № 19 торговый центр - «Белый дом» офисный центр — находится в границах улицы № 3 ул. Малахитовая - Коттеджный посёлок |